# Tatra T6A2
Tatra T6A2 (podtyp tramvaje T6) je model československé tramvaje vyráběné firmou ČKD Tatra od 2. poloviny 80. let do konce 20. století.

## Konstrukce

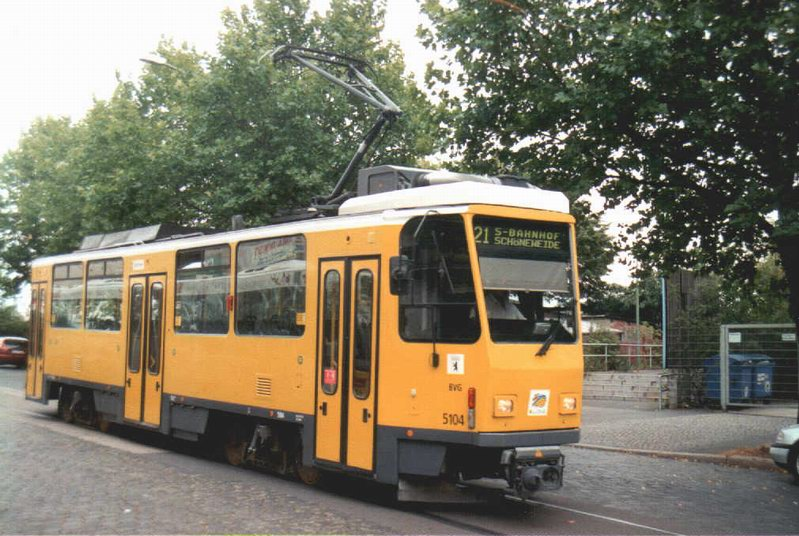
Modernizovaná berlínská tramvaj T6A2D

Typ T6A2 byl vyvinut jako nástupce tramvajových vozů Tatra T4 exportovaných do NDR. Vozy mají zúženou vozovou skříň (2200 mm oproti standardním 2500 mm). Jde o klasický jednosměrný čtyřnápravový motorový tramvajový vůz se třemi dveřmi a elektrickou tyristorovou výzbrojí typu TV3. Vozy byly uzpůsobeny pro provoz typicky německých třívozových souprav - motorový vůz + motorový vůz + vlečný vůz (nového typu Tatra B6A2) - ovládaných z jednoho řídícího stanoviště.

## Prototypy
V roce 1985 byla vyrobena prototypová souprava - dva vozy T6A2 (evidenčních čísel 0020 a 0021) a jeden vůz Tatra B6A2 (označený 0022). Po zkušebním provozu v Praze byly vozy následující rok předány do Drážďan, kde byly přečíslovány na 226 001, 226 002 a 276 001. Mezi lety 1990 a 2001 sloužila prototypová souprava k vyhlídkovým okružním jízdám. Vůz ev.č. 226 001 byl předán do muzea a v letech 2001 a 2004 byl renovován do původního stavu. Druhý prototypový vůz byl v roce 2002 sešrotován.

## Provoz
V letech 1985 až 1999 vyrobeno 256 vozů.
| Současný stát | Město     | Článek | Typ   | Roky dodávek | Počet vozů | Evidenční čísla při dodání | Poznámky                                       |
| ------------- | --------- | ------ | ----- | ------------ | ---------- | -------------------------- | ---------------------------------------------- |
| Bulharsko     | Sofie     | článek | T6A2B | 1991 – 1999  | 57 kusů    | 2001 – 2057                |                                                |
| Maďarsko      | Szeged    | článek | T6A2H | 1997         | 13 kusů    | 900 – 912                  |                                                |
| Německo       | Berlín    | článek | T6A2D | 1988 – 1990  | 118 kusů   | 218 101 – 218 218          |                                                |
| Německo       | Drážďany  | článek | T6A2D | 1985 – 1988  | 4 kusy     | 226 001 – 226 004          |                                                |
| Německo       | Lipsko    | článek | T6A2D | 1988 – 1991  | 28 kusů    | 1001 – 1028                |                                                |
| Německo       | Magdeburk | článek | T6A2D | 1989         | 6 kusů     | 1275 – 1280                | vozy ze Schwerinu obdržely čísla 1281 – 1286   |
| Německo       | Rostock   | článek | T6A2D | 1989 – 1990  | 24 kusů    | 601 – 624                  |                                                |
| Německo       | Schwerin  | článek | T6A2D | 1989         | 6 kusů     | nebyly v provozu           | vozy byly záhy po dodání prodány do Magdeburku |

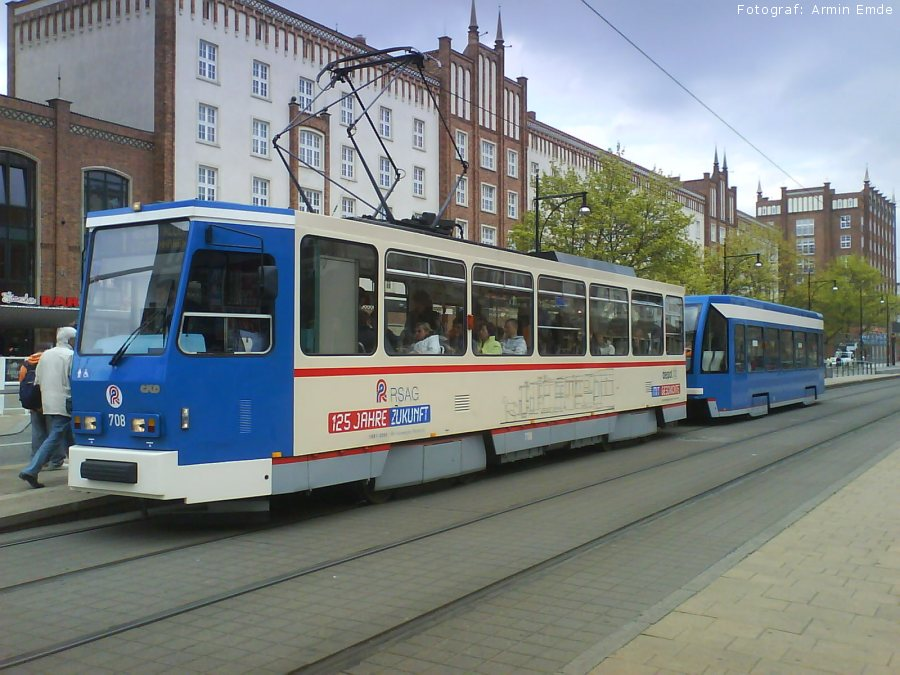
Modernizovaná tramvaj T6A2D s vlečným vozem typu NB4 v Rostocku

Poznámka: Jde o přehled dodaných nových vozů (přímo z výroby). Tramvaje si různé dopravní podniky prodávaly, takže počet měst, kde je (nebo byl) v provozu typ T6A2, je vyšší.